# Satellite géostationnaire
 (juin 2016).
Un satellite géostationnaire est un satellite artificiel qui se trouve sur une orbite géostationnaire. Sur cette orbite le satellite se déplace de manière exactement synchrone avec la Terre et reste constamment au-dessus du même point de la surface. Cette caractéristique est très utile pour les télécommunications (satellite de télécommunications) et certaines applications dans le domaine de l'observation de la planète (satellite météorologique, satellite d'alerte avancée).

## Caractéristiques de l'orbite géostationnaire
Un satellite placé sur cette orbite circulaire se trouve à environ 36 000 km d'altitude par rapport au géoïde. Sa période de révolution est très exactement égale à la période de rotation de la Terre (soit 23 h 56 min 4 s) et il paraît immobile par rapport à un point de référence à la surface de la Terre. Il  reste toujours très proche de la verticale du même point sur Terre, contrôlé depuis son centre de contrôle et faisant appel à son système de contrôle d'attitude et d'orbite. Cette propriété est utilisée pour en faire des satellites d'observation, de télécommunications, ou bien de télédiffusion. L'orbite géostationnaire se situe obligatoirement dans le plan de l'équateur c'est-à-dire que son inclinaison est égale à 0°. Le taux de rotation du plan orbital – sa vitesse angulaire de rotation – est égal à celui de la Terre, soit environ 15°/heure. L'orbite est parfaitement circulaire.

## Avantages et inconvénients

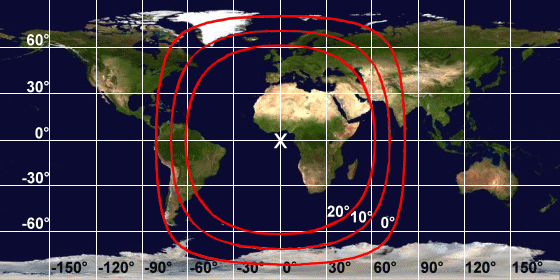
Couverture possible d'un satellite géostationnaire.

Outre sa position fixe par rapport à la surface de la planète, le satellite géostationnaire présente l'avantage, du fait de l'altitude élevée, que ses instruments peuvent communiquer/observer pratiquement un tiers de la planète. Avec trois satellites on peut ainsi assurer une couverture de l'ensemble de la planète. Toutefois les zones situées aux latitudes élevées (> 60° latitude) reçoivent un signal perturbé, et des satellites suivant une orbite différente (Orbite de Molnia) sont généralement utilisés. La contrepartie de la grande distance du sol est que les instruments d'observation loin de la surface de la Terre ont une résolution faible et que le temps de transmission d'une émission est nettement perceptible (plus de 0,2 seconde pour une communication Terre-satellite-Terre), ce qui interdit ou limite certaines applications de télécommunications nécessitant une faible latence.

## Lancement d'un satellite géostationnaire
La mise en orbite d'un satellite géostationnaire nécessite un lanceur beaucoup plus puissant qu'un satellite en orbite basse du fait de l'altitude de l'orbite. La nécessité de lancer des satellites géostationnaires de masse croissante a contribué au développement de fusées toujours plus puissantes. Pour injecter un satellite en orbite géostationnaire, l'engin spatial est traditionnellement placé par son lanceur sur une orbite fortement elliptique dont l'apogée est égal à 35 786 km environ. Lorsqu'il atteint cet apogée, un moteur, partie intégrante du satellite et baptisé moteur d'apogée, est mis à feu pour rendre l'orbite circulaire.

## Utilisation de l'orbite géostationnaire
Le premier satellite géostationnaire, Syncom 3, a été lancé le 19 août 1964. Plus de 300 satellites sont en orbite géostationnaire dont au moins 90 % sont des satellites de télécommunications.
Ces satellites relèvent de différents types :
- satellites de télécommunications de type diffusion (télévision, radio) ou point à point ;
- satellite de télécommunications militaire ;
- satellite météorologique : Météosat, GOES, Satellites Himawari ;
- satellite servant de relais pour les activités spatiales : TDRS, Loutch, Artemis ;
- satellite d'alerte avancée.

L'orbite géostationnaire est relativement encombrée et la position des satellites géostationnaires est gérée par l'Union internationale des télécommunications. Lorsqu'un satellite géostationnaire n'est plus actif il doit être placé sur une orbite de rebut, située à une altitude au minimum de 230 km au-delà de son orbite nominale, pour qu'un autre satellite puisse éventuellement occuper sa place.